# Kasteel Bautersemhof

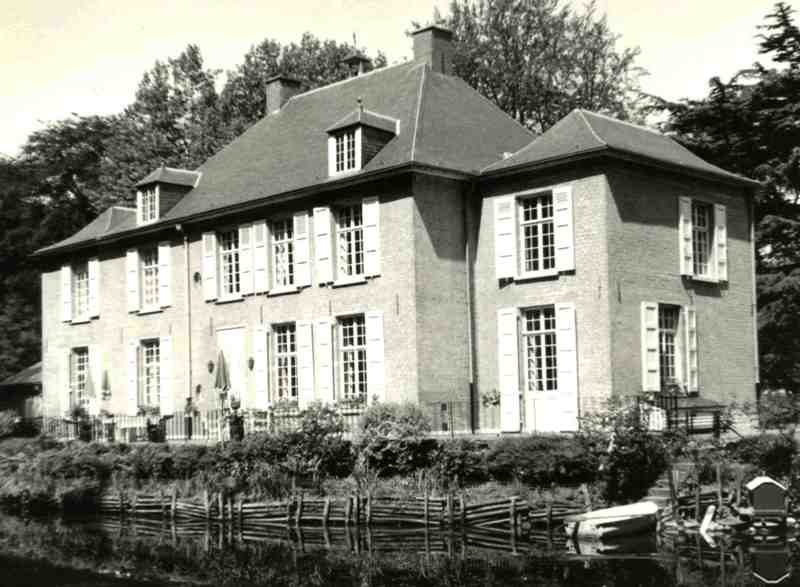
Bautersemhof

Het Kasteel Bautersemhof (ook: Boutersemhof) is een kasteel in de Antwerpse plaats Zandhoven, gelegen aan de Boutersemdreef 15.

## Geschiedenis
Dit is de vroegere cijnshoeve van het geslacht Bautersem dat al in 1270 werd vermeld. Toen betrof het een hoeve, die in de 17e eeuw tot een buitenplaats werd verbouwd. Ook in de 19e eeuw vonden verbouwingen en uitbreidingen plaats.

## Gebouw
Het domein is 8-vormig omgracht en wordt betreden over een brug en door een poort die links en rechts door dienstgebouwen van omstreeks 1800 wordt geflankeerd. Via een tweede brug komt men op het plein voor het kasteel. Dit gebouw staat op rechthoekige plattegrond.
Voor het kasteel bevindt zich een meer dan 100 jaar oude ceder. Bij het kasteel bevindt zich een vogelreservaat. Het domein grenst aan het Binnenbos.